# Bisdom Budjala
Het bisdom Budjala (Latijn: Dioecesis Budialaensis) is een rooms-katholiek bisdom in Congo-Kinshasa met als zetel Gemena. Het is een suffragaan bisdom van het aartsbisdom Mbandaka-Bikoro en werd opgericht in 1964. Tot dan maakte het deel uit van het in 1959 opgerichte bisdom Lisala. 
In 1919 werd het apostolisch vicariaat van Nieuw-Antwerpen opgericht, dat in 1936 werd hernoemd naar het apostolisch vicariaat van Lisala. In 1959 werd Lisala verheven naar een bisdom en de eerste bisschop was François Van den Berghe, C.I.C.M.. Hij werd in 1964 de eerste bisschop van het nieuw opgerichte bisdom Budjala.
Het bisdom heeft een oppervlakte van 50.000 km2 en telde in 2016 1.461.000 inwoners waarvan 49% rooms-katholiek was.

## Bisschoppen
- François Van den Berghe, C.I.C.M. (1964-1974)
- Joseph Bolangi Egwanga Ediba Tasame (1974-2009)
- Philibert Tembo Nlandu, C.I.C.M. (2009- )